# Макмаллен (округ, Техас)
Шаблон:StateAbbr_ 28°21′ пн. ш. 98°34′ зх. д. / 28.35° пн. ш. 98.57° зх. д.
Округ Макмаллен (англ. McMullen County) — округ (графство) у штаті Техас, США. Ідентифікатор округу 48311.

## Історія
Округ утворений 1877 року.

## Демографія
За даними перепису 2000 року загальне населення округу становило 851 осіб, усе сільське. Серед мешканців округу чоловіків було 428, а жінок — 423. В окрузі було 355 домогосподарств, 239 родин, які мешкали в 587 будинках. Середній розмір родини становив 3,01.
Віковий розподіл населення поданий у таблиці:
| Стать    | До 15 років | 15-21 | 22-29 | 30-39 | 40-49 | 50-65 | 65-85 | Понад 85 |
| -------- | ----------- | ----- | ----- | ----- | ----- | ----- | ----- | -------- |
| Чоловіки | 73          | 35    | 21    | 47    | 80    | 95    | 67    | 10       |
| Жінки    | 83          | 40    | 24    | 54    | 62    | 85    | 61    | 14       |

## Суміжні округи
- Атаскоса — північ
- Лайв-Оук — схід
- Дювал — південь
- Ла-Салл — захід
- Фріо — північний захід

## Виноски
1. ↑  U.S. Decennial Census. United States Census Bureau. Архів оригіналу за 19 липня 2018. Процитовано 4 травня 2015.
2. ↑  Texas Almanac: Population History of Counties from 1850–2010 (PDF). Texas Almanac. Архів оригіналу (PDF) за 26 лютого 2015. Процитовано 4 травня 2015.
3. ↑  State & County QuickFacts. United States Census Bureau. Архів оригіналу за 18 жовтня 2011. Процитовано 21 грудня 2013.(англ.) Наведено за англійською вікіпедією.
4. ↑  American FactFinder. Бюро перепису населення США. Архів оригіналу за 26 лютого 2012. Процитовано 31 січня 2008.

| США | Це незавершена стаття з географії США. Ви можете допомогти проєкту, виправивши або дописавши її. |